# Eroberung der Belle-Île

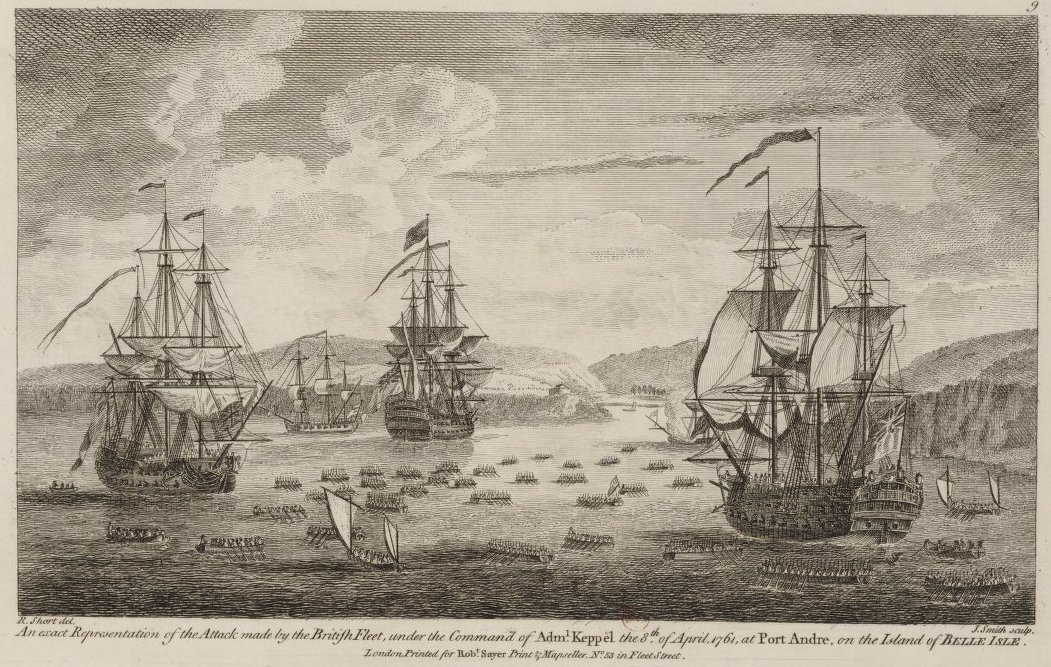
Eroberung der Belle-Île 1761, Bibliothèque nationale de France

Die Eroberung der Belle-Île ist der Name der britischen Expedition, bei der die französische Insel Belle-Île-en-Mer vor der Südküste der Bretagne im Jahr 1761 während des Siebenjährigen Krieges erobert wurde. Nachdem ein erster britischer Angriff zurückgeschlagen worden war, gelang es den britischen Truppen in einem zweiten Versuch unter der Leitung von General Studholme Hodgson, an Land zu gehen. Nach einer sechswöchigen Belagerung wurde die Zitadelle der Insel, die sich in Le Palais befand, erobert und damit die britische Kontrolle über die Insel besiegelt. Eine französische Expedition, die vom Festland aus entsandt wurde, scheiterte an der militärischen Überlegenheit der Briten auf den Meeren. Die Briten hielten Belle-Île zwei Jahre lang besetzt, bevor sie sie 1763 gemäß dem Vertrag von Paris gegen Menorca zurückgaben.

## Hintergrund
Im Jahr 1756 erklärten sich Großbritannien und Frankreich nach einer Reihe von Zusammenstößen in Nordamerika schließlich gegenseitig den Krieg. Die Franzosen, die sich für die „englische Piraterie“ und ihre Angriffe ohne Kriegserklärung rächen wollten, starteten eine Expedition und eroberten Menorca, eine britische Insel im westlichen Mittelmeer. Die folgenden Jahre waren von einer Reihe von Razzien gegen die französische Küste geprägt, wie dem Überfall auf Rochefort (1757) und dem Überfall auf Cherbourg (1758), die vom Southern Secretary William Pitt initiiert wurden. Obwohl die Auswirkungen solcher Razzien in der Praxis begrenzt waren, sorgten sie in ganz Frankreich für Unruhe und zwangen die französische Regierung, mehr Truppen abzustellen, um die großen Küstenstädte zu bewachen und sie vor solchen Angriffen zu schützen. Pitt beendete die Razzien Ende 1758 nach der fehlgeschlagenen Schlacht bei Saint-Cast, blieb aber offen für weitere Operationen gegen die französische Küste.
1759 versuchte Frankreich, eine Invasion Großbritanniens zu starten, aber nach den Niederlagen auf See bei Lagos und in der Bucht von Quiberon sowie der britischen Blockade Frankreichs (1757–1762) wurde dieser Plan aufgegeben; für den Rest des Krieges blieb die französische Marine vor Anker. Ab 1757 starteten die Briten eine Reihe von Angriffen auf französische Kolonien auf der ganzen Welt, von denen mehrere eingenommen wurden. Die Eroberung Kanadas 1759/60 brachte Großbritannien einen großen Teil der Gebiete ein, die zuvor Frankreich gehört hatten. Pitt sah voraus, dass diese Reihe von Rückschlägen Frankreich zu Friedensverhandlungen zwingen würde, und viele in Paris wollten den teuren Krieg beenden.

## Planung

### Die Eroberung der Isle de France wird eine Zeit lang erwogen
Pitt erwog zunächst, eine Expedition zur Eroberung der Isle de France, eines wichtigen französischen Marinestützpunkts im Indischen Ozean, zu entsenden. Da die Chancen auf einen Friedenskongress jedoch stiegen, wollte Pitt ein unmittelbareres und greifbareres Ergebnis und suchte nach einem Gebiet, das gegen eroberte britische oder deutsche Gebiete ausgetauscht werden konnte, anstatt nach der Isle de France, die sich nur sehr langsam ergeben und von deren Eroberung die Nachricht Europa erst nach Monaten erreichen würde. Außerdem behielt er den potenziellen Eintritt Spaniens in den Konflikt im Auge und die Notwendigkeit, genügend Streitkräfte zu behalten, um Großbritannien im Falle eines neuen Invasionsversuchs zu schützen.

### Der Rückzug auf Belle-Île
Pitt beschloss daraufhin, seine Aufmerksamkeit auf eine Expedition an die französische Küste zu richten. Die Belle-Île liegt in der Nähe von Lorient, dem wichtigsten Marinestützpunkt im Süden der Bretagne, von dem aus man den Golf von Biskaya beherrschen konnte. Er befürwortete daher, die Insel einzunehmen und sie zu einem britischen Militärstützpunkt zu machen, von dem aus Angriffe auf das Festland durchgeführt werden könnten. Pitt schlug erstmals im Oktober 1760 vor, Belle-Île anzugreifen, stieß aber auf den entschiedenen Widerstand des Duke of Newcastle und des Königs Georg II., der sein Veto einlegte, weil alle Anstrengungen auf den laufenden Feldzug in Deutschland konzentriert werden sollten. Im Jahr 1761 brachte Pitt den Plan wieder vor, wobei ihm der Tod des alten Königs, dem sein Enkel gefolgt war, half.
Sowohl Lord Anson als auch Sir Edward Hawke waren gegen eine solche Expedition, aber auch die Opposition von zwei der angesehensten Admirale Englands konnte Pitt nicht aufhalten. Am 25. März unterzeichnete Georg III. einen geheimen Befehl, der Belle-Île zum Ziel einer künftigen Operation machte. Das Kommando über das Expeditionskorps wurde General Studholme Hodgson übertragen, während Admiral Augustus Keppel, der nach der Eroberung von Gorée über einige Erfahrung in diesem Bereich verfügte, das Kommando über die Flotte erhielt.

## Erste Landung
Die Expedition wurde in Plymouth vorbereitet und lief am 29. März 1761 aus. Am 6. April erreichte sie die Belle-Île, nachdem sie durch schlechtes Wetter aufgehalten worden war. Die Südküste der Insel wurde ausgekundschaftet und der Beschluss gefasst, eine Landung in Port-Andro nördlich Locmaria im Osten der Insel zu versuchen. Unter dem Befehl von General John Craufurd wurde eine Truppe an Land gebrachtm, während zwei Infanteriebataillone und ein Kontingent Royal Marines eine Ablenkung an der Nordküste durchführten, in der Hoffnung, die Aufmerksamkeit der Franzosen zu fesseln.
Craufurds Männer stießen auf weitaus größeren Widerstand als erwartet. Die Franzosen, die ein komplexes System von Schützengräben ausgehoben hatten, eröffneten das Feuer auf die Angreifer und verursachten schwere Verluste in ihren Reihen. Einer Kompanie Grenadiere gelang es, die umliegenden Klippen zu erklimmen, doch da sie keine Unterstützung erhielten, wurden viele von ihnen getötet oder gefangen genommen. Als Craufords Truppen erkannten, dass der Überraschungseffekt fehlgeschlagen war und sie keine andere Möglichkeit sahen, gaben sie den Angriff auf und kehrten an Bord zurück. Als ein heftiger Sturm, der zu dieser Jahreszeit häufig vorkommt, viele der für den Erfolg der Operation wichtigen Landungsboote zerstörte, erkannten die Kommandeure der Expedition, wie schwierig es war, eine weitere Landung durchzuführen, schrieben nach einer letzten Erkundungsmission an Pitt, dass ein weiterer Angriff unmöglich sei, und erwogen, nach Großbritannien zurückzukehren.
Der abgebrochene Angriff löste sowohl in Paris als auch in London Bestürzung aus. Die französische Regierung war wütend auf Pitt, der zwar weiterhin Friedensverhandlungen führte, aber den Angriff vorbereitete, was als Wortbruch angesehen wurde. In Großbritannien wurde das Scheitern der Expedition mit einer Mischung aus Resignation und Fatalismus von denjenigen in der Regierung aufgenommen, die sich einige Monate zuvor noch gegen die Expedition ausgesprochen hatten. Pitt ließ sich jedoch nicht entmutigen, sondern sprach schon bald von einem zweiten Versuch. Truppentransporter mit Soldaten, die Martinique angreifen sollten, wurden umgeleitet und schlossen sich Keppels Flotte an, mit erheblicher Verstärkung an Bord. Pitt war nun entschlossen, die Kontrolle über die Insel zu erlangen, die zu einem Ziel dieses Krieges wurde.

## Zweite Landung
Nachdem die Verstärkung eingetroffen war, planten die britischen Kommandanten Keppel und Hodgson die zweite Landung. Nachdem sie die Verteidigung der Insel ausgiebig untersucht hatten, wurde beschlossen, erneut bei Port Andro anzugreifen. Diesmal wurden zwei Ablenkungsangriffe vorbereitet, einer im Nordwesten der Insel gegen Sauzon und der andere im Nordsten der Insel an der Pointe de Sainte-Foy, in der Nähe der Plage des Galères.
Am 22. April stieß der Hauptangriff, der erneut von John Crauford angeführt wurde, erneut auf starken Widerstand und trat auf der Stelle. Währenddessen entdeckten die Truppen unter Brigadier Hamilton Lambart, dass der Küstenstreifen um Sainte-Foy unverteidigt war, da die Franzosen der Meinung waren, dass die hohen Klippen ausreichten, um von einem Angriff abzuschrecken. Lambart befahl, dass die Klippen erklommen werden sollten, und seine Truppen konnten oben auf dem Kamm Stellung beziehen. Es gelang ihnen, einen französischen Gegenangriff mit Unterstützung der unterhalb gelegenen Schiffe der Royal Navy abzuwehren.
Als Crauford erkannte, was geschehen war, brach er den Angriff auf Sauzon ab und befahl seine Truppen zurück auf die Schiffe. Die britischen Kommandeure schickten daraufhin Verstärkungen, um Lambarts Brückenkopf zu sichern, und bei Einbruch der Dunkelheit waren alle britischen Streitkräfte an Land. Gemäß einem vorher festgelegten Signal zogen sich die französischen Streitkräfte und die Inselbewohner auf die Zitadelle von Le Palais zurück und überließen den Rest der Insel den Invasoren.

## Die Belagerung
Die Briten besetzten die nun unverteidigten Häfen der Insel und konnten Nachschub und Verstärkung heranschaffen, um mit der Belagerung von Le Palais zu beginnen. Der französische Militärkommandant der Insel, der Chevalier de Sainte-Croix, hoffte, dass die Zitadelle der Stadt lange genug standhalten würde, bis die vom Festland erwartete Verstärkung zu Hilfe gekommen wäre. Der Gouverneur der Bretagne, der Duc d’Aiguillon, ließ auch in Vannes eine Armee zusammenstellen, die Belle-Île zu Hilfe eilen sollte, aber die britischen Fregatten, die die Küste bewachten, machten es durch ihre Seebeherrschung unmöglich, die Verstärkung loszuschicken. Die französische Regierung ordnete jedoch die Verlegung von weiteren Truppen in die Bretagne an, da sie befürchtete, dass Belle-Île nur der Ausgangspunkt  für einen Landungsversuch auf dem Festland sein könnte.
Des Weiteren ließen die Franzosen sieben Linienschiffe in Rochefort und acht in Brest ausrüsten, die jedoch ebenfalls aufgrund der strengen Blockade, die die Flotte von Admiral Keppel verhängte, ihre jeweiligen Häfen nicht verlassen konnten. Am 8. Juni, nach mehr als einem Monat Belagerung von Le Palais, stimmte der Chevalier de Sainte-Croix der Kapitulation zu, nachdem er erkannt hatte, dass keine Verstärkung eintreffen würde. Sainte-Croix erhielt durch die mit dem britischen Kommandanten unterzeichnete Vereinbarung die Möglichkeit, mit seinen Männern ehrenvoll bis zum Strand zu marschieren, um sich frei in Richtung Lorient einschiffen zu können.

## Konsequenzen
Die anfängliche französische Reaktion auf den Fall der Insel bestand in der Behauptung, dass die Briten Belle-Île behalten könnten, wenn sie wollten, dass sie aber keine Gegenleistung zu erwarten hätten, wenn sie sich entschieden, sie zurückzugeben. Die französische Regierung erkannte jedoch schnell, dass diese Position nicht haltbar war und die Insel als Stützpunkt für Korsaren und die Royal Navy dienen könnte, um den französischen Handel zu stören. Schließlich wurde gemäß dem Vertrag von Paris vom 10. Februar 1763 die Insel nach zwei Jahren der Besetzung an Frankreich zurückgegeben, im Austausch gegen die Insel Menorca im westlichen Mittelmeer. Der Abzug er Engländer erfolgte am 11. April 1763.
Einige französischsprachige Akadier, die von den Briten nach der Einnahme Akadiens im Jahr 1755 aus Nordamerika vertrieben worden waren, ließen sich auf Belle-Île nieder. Da sie sich nicht an den Ort gewöhnen konnten, waren die meisten von ihnen bis 1785 nach Louisiana ausgewandert.